# Euphyia cinerascens
Euphyia cinerascens är en fjärilsart som beskrevs av Paul Dognin 1900. Euphyia cinerascens ingår i släktet Euphyia och familjen mätare. Inga underarter finns listade i Catalogue of Life.